# Крадіжка зору
«Крадіжка зору» — радянська чорно-біла соціальна драма 1934 року, режисера Льва Кулєшова за однойменною повістю Льва Кассіля.

## Сюжет
Неписьменною селянкою маніпулює куркуль. «„Крадіжка зору“ — так визначають автори фільму неграмотність і класову сліпоту героїні і її подібних».

## У ролях
| Актор            | Роль            |
| ---------------- | --------------- |
| Марія Горічева   | головна роль    |
| Михайло Доронін  | головна роль    |
| Галина Кравченко | другорядна роль |
| Петро Галаджев   | управдом Фарик  |

## Знімальна група
- Режисер-постановник: Лев Кулєшов
- Автор сценарію: Лев Кассіль
- Оператор-постановник: Костянтин Кузнецов